# Franz Müller (Mörder)

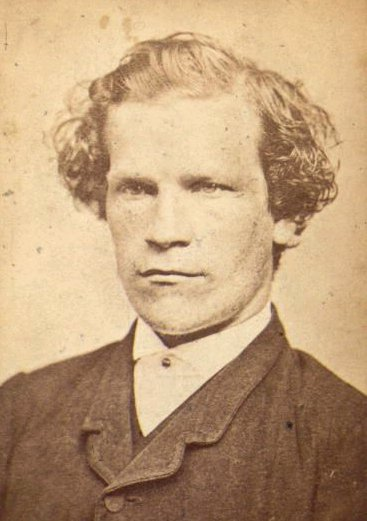
Franz Müller

Franz Müller (auch: Muller; * 31. Oktober 1840 in Langendernbach; † 14. November 1864) hieß ein in London ansässiger Schneider deutscher Herkunft, der im November 1864 für den sogenannten „Eisenbahn-Mord“ (es war die erste Mordtat im Abteil eines Zuges auf englischem Boden) gehängt wurde.

## Der Eisenbahn-Mord
Am 9. Juli 1864 kurz nach 22 Uhr wurde der siebzigjährige Bankier Thomas Briggs in einem Zug der North London Railway zwischen den Bahnhöfen Bow und Hackney überfallen und aus dem Zug geworfen. Der Täter bemächtigte sich Briggs’ goldener Uhr samt Kette, seiner goldgefassten Brille und seines Hutes, wobei der Mörder seinen eigenen Hut am Tatort zurückließ. Das Opfer wurde später noch lebend von Eisenbahnern gefunden, kam aber nicht mehr zu Bewusstsein und verstarb am folgenden Tag.
Von Beginn an stieß diese Tat auf große öffentliche Anteilnahme, da die britische Presse ausführlich berichtete. Seitens der Bahngesellschaft wurde eine hohe Belohnung ausgesetzt, um den Mörder zu fangen – es galt, das durch die Tat verloren gegangene Sicherheitsgefühl der Reisenden wieder herzustellen.

## Inspector Tanners Ermittlungen
Inspector Richard Tanner („Dick Tanner“), einer der ersten hauptamtlichen „Detektive“ von Scotland Yard, schaffte es binnen elf Tagen, einen Juwelier namens John Death in Cheapside aufzuspüren, dem vom Täter die entwendete Uhrenkette angeboten worden war. Der Kunde hatte im Tausch eine andere Kette und einen Ring in einem Karton mitgenommen, der John Deaths Stempel trug. Ebendieser Karton tauchte im Umfeld des Täters auf. Über dessen Zimmerwirtin konnte er als Franz Müller identifiziert werden, ein aus Deutschland stammender Büchsenmacher, der aber als Schneider arbeitete. Auch der im Zug von Müller zurückgelassene Hut konnte nun ihm zugeordnet werden. Allerdings war Franz Müller fünf Tage, bevor ihn die Polizei aufspürte, abgereist, um in die Vereinigten Staaten auszuwandern. Bevor sein Schiff ablegte, hatte er seiner Wirtin noch geschrieben, dass er an Bord des Segelschiffs Victoria mit Ziel New York gegangen sei.

## DieCity of Manchester
Zusammen mit einigen Zeugen, die den Flüchtigen identifizieren sollten, begab sich Tanner am 20. Juli 1864 an Bord des Dampfschiffes City of Manchester der Inman Line, um eher in New York zu sein als der Mordverdächtige, der auf einem Segelschiff reiste. Noch im Hafen von New York wurde Franz Müller verhaftet und die amerikanischen Behörden lieferten ihn aufgrund der Beweislage an das Vereinigte Königreich aus. Tanner konnte mit ihm zusammen zurück reisen. Am 16. September 1864 trafen er und sein Gefangener wieder in London ein.

## Prozess und Hinrichtung
Der folgende Prozess erregte heiße Kontroversen in der englischen Gesellschaft. Während die meisten Zeitgenossen Müllers Verurteilung begrüßten, äußerten andere Beobachter Zweifel an manchen Zeugenaussagen bzw. deren Auslegung. Besonders in Preußen wurde das ganze Verfahren kritisch verfolgt. König Wilhelm I. von Preußen versuchte, den Todesspruch in eine Gefängnisstrafe umwandeln zu lassen, doch sein Ansinnen wurde abschlägig beschieden. Im letzten Augenblick erst soll Müller, wie Augenzeugen gehört haben wollen, seine Tat (auf Deutsch) gestanden haben. Franz Müllers Hinrichtung war eine der letzten öffentlichen Exekutionen (die letzte fand 1868 statt) in England.